# Resolução 46 do Conselho de Segurança das Nações Unidas
Resolução 46 do Conselho de Segurança das Nações Unidas, aprovada em 17 de abril de 1948, depois de ter referido as metas da Resolução 43 do Conselho de Segurança das Nações Unidas e notando que o Reino Unido ainda era a potência mandatária no comando do território palestino, ele foi o responsável por acabar com o conflito e todos os membros do Conselho se deveu para ajudar a alcançar essa paz.
Com isso em mente convidando tanto a Alta Comissão Árabe e a Agência Judaica para que cessem imediatamente todos os atos de violência, para impedir a entrada de combatentes estrangeiros no território, parar de importar armas, abster-se de qualquer atividade política imediata, que pode mais tarde prejudicar os direitos ou reclamações de qualquer comunidade, colaborar com as autoridades britânicas e abster-se de quaisquer ações que possam pôr em perigo a segurança de qualquer um dos lugares santos no território. A resolução também instara todos os países da região a colaborar em qualquer forma que poderia, em particular reforçando o movimento de combatentes ou de armas para o território.
Foi aprovada com 9 votos, com abstenções da Ucrânia e a União Soviética.